# Kolbeinsstaðafjall
Kolbeinsstaðafjall är ett berg i republiken Island. Det ligger i regionen Västlandet, 80 km norr om huvudstaden Reykjavík. Toppen på Kolbeinsstaðafjall är 675 meter över havet.
Trakten runt Kolbeinsstaðafjall är nära nog obefolkad, med mindre än två invånare per kvadratkilometer. Det finns inga samhällen i närheten. Trakten runt Kolbeinsstaðafjall består i huvudsak av gräsmarker.